# 李延康
李延康（1500年—1559年），字允吉，號黃崖，山西省潞安府民籍。明朝政治人物，嘉靖壬辰同進士出身。李延馨弟。

## 生平
九月十二日生，行四，治《禮記》，由國子生中式嘉靖元年（1522年）壬午科山西鄉試第五十七名舉人，年三十三歲中式嘉靖十一年（1532年）壬辰科會試第二百八十名，第三甲第三百二名進士，觀吏部政，授汝寧府推官，行取，十八年二月选授湖廣道試監察御史，巡按秦陇顺天。以論奏忤嚴嵩，嘉靖二十三年（1544年）正月出为河南按察司佥事，晉陕西布政使司参议、湖广按察司副使。著有《黄崖集》、《关中集》。

## 家族
曾祖李志美，壽官；祖李翥，安定縣知縣；父李玹，洛南縣縣丞，贈監察御史，祀名宦；前母王氏；母馮氏，封孺人。具慶下。兄延纓，壽官；延昌，封济南府推官；李延馨（己丑進士，歷官真定府知府）。子李如松（己卯舉人，見任南京戶部主事）；李如桂（親侄 丁未進士，歷官陝西副使）。孫向榮（庠生）；向和（庠生）。重孫安禧、萬禧、億禧。